# Frederik Andersen
Frederik Andersen (* 2. října 1989, Herning, Dánsko) je dánský hokejový brankář hrající v týmu Carolina Hurricanes v kanadsko-americké lize NHL.

## Kariéra
Svojí kariéru zahájil v týmu Herning Blue Fox, ve které hrál už od mládežnického věku. Ve své první sezóně (2007-08) mezi profesionály odchytal 10 zápasů v dánské lize Superisligaen a s Herningem se stali mistry Dánska. K tomuto úspěchu měli blízko i v další sezóně, ale ve finále play-off podlehli týmu SønderjyskE Ishockey.
Před sezónou 2009-10 se stěhoval do týmu Frederikshavn White Hawks. Tam si hned v sezóně 2009-10 vydobyl pozici prvního brankáře. Na konci sezóny byl vyhlášen nejužitečnějším hráčem týmu a byl vybrán v draftu NHL 2010 v 7. kole na celkově 187. místě týmem Carolina Hurricanes. I v následující sezóně zůstal ve Frederikshavnu a stal se s ním vicemistrem Dánska. Na konci sezóny 2010-11 byl v dánské lize vyhlášen hráčem roku a jmenován do All-Star týmu. Během sezóny byl také vyhlášen nejlepším hráčem měsíce března.

### Mezinárodní kariéra
Za Dánsko hrál na juniorských šampionátech nižších kategorií do 18 let v letech 2006 a 2007 a do 20 let v letech 2007 a 2009 a v A skupině mistrovství světa juniorů v roce 2008. Na mistrovství světa reprezentoval v letech 2009, 2010 a 2011.

## Úspěchy

### Individuální úspěchy
- Nejužitečnější hráč Superisligaen – 2009-10
- Hráč měsíce Superisligaen – 3/2011
- Hráč roku v Superisligaen – 2010-11
- Člen All-Star Teamu v Superisligaen – 2010-11

### Kolektivní úspěchy
- Mistr 2. dánské ligy – 2005-06
- Stříbrná medaile na MS 18' (D1|B) – 2006
- Zlatá medaile na MS 18' (D1|B) – 2007
- Zlatá medaile na MSJ (D1|A) – 2007
- Mistr Dánska – 2007-08
- Mistr 2. dánské ligy – 2007-08
- Stříbrná medaile na MSJ (D1|B) – 2009
- Vicemistr Dánska – 2010-11

## Prvenství
- Debut v NHL - 20. října 2013 (Anaheim Ducks proti Dallas Stars)
- První inkasovaný gól v NHL - 25. října 2013 (Ottawa Senators proti Anaheim Ducks, švédským útočníkem Mika Zibanejad)
- První čisté konto v NHL - 19. října 2014 (Anaheim Ducks proti St. Louis Blues)

## Statistiky

### Základní části
| Sezona       | Tým                       | Liga         | Z   | V   | P   | R/Pvp | MIN    | OG    | ČK | POG  | %ChS |
| ------------ | ------------------------- | ------------ | --- | --- | --- | ----- | ------ | ----- | -- | ---- | ---- |
| 2008–09      | Herning Blue Fox          | ML           | 22  | —   | —   | —     | 1,178  | 44    | 0  | 2.45 | .922 |
| 2009–10      | Frederikshavn White Hawks | ML           | 30  | —   | —   | —     | 1,753  | 64    | 0  | 2.19 | .932 |
| 2010–11      | Frederikshavn White Hawks | DEN          | 35  | —   | —   | —     | —      | —     | —  | 2.49 | .920 |
| 2011–12      | Frölunda HC               | SHL          | 39  | 20  | 12  | 6     | 2,332  | 63    | 8  | 1.62 | .943 |
| 2012–13      | Norfolk Admirals          | AHL          | 47  | 24  | 18  | 1     | 2,685  | 98    | 4  | 2.19 | .929 |
| 2013–14      | Norfolk Admirals          | AHL          | 4   | 3   | 1   | 0     | 245    | 8     | 1  | 1.96 | .939 |
| 2013–14      | Anaheim Ducks             | NHL          | 28  | 20  | 5   | 0     | 1,569  | 60    | 0  | 2.29 | .923 |
| 2014–15      | Anaheim Ducks             | NHL          | 54  | 35  | 12  | 5     | 3,106  | 123   | 3  | 2.38 | .914 |
| 2015–16      | Anaheim Ducks             | NHL          | 43  | 22  | 9   | 4     | 2,286  | 88    | 3  | 2.30 | .919 |
| 2016–17      | Toronto Maple Leafs       | NHL          | 66  | 33  | 16  | 14    | 3,800  | 169   | 4  | 2.67 | .918 |
| 2017–18      | Toronto Maple Leafs       | NHL          | 66  | 38  | 21  | 5     | 3,889  | 182   | 5  | 2.81 | .918 |
| 2018–19      | Toronto Maple Leafs       | NHL          | 60  | 36  | 16  | 7     | 3,510  | 162   | 1  | 2.77 | .917 |
| 2019–20      | Toronto Maple Leafs       | NHL          | 52  | 29  | 13  | 7     | 3,007  | 143   | 3  | 2.85 | .909 |
| 2020–21      | Toronto Maple Leafs       | NHL          | 24  | 13  | 8   | 3     | 1,420  | 70    | 0  | 2.96 | .895 |
| 2021–22      | Carolina Hurricanes       | NHL          | 52  | 35  | 14  | 3     | 3,071  | 111   | 4  | 2.17 | .922 |
| 2022–23      | Carolina Hurricanes       | NHL          | 34  | 21  | 11  | 1     | 1,985  | 82    | 1  | 2.48 | .903 |
| 2023–24      | Carolina Hurricanes       | NHL          | 16  | 13  | 2   | 0     | 913    | 28    | 3  | 1.84 | .932 |
| Celkem v NHL | Celkem v NHL              | Celkem v NHL | 495 | 295 | 127 | 52    | 28,566 | 1,218 | 27 | 2.56 | .916 |

### Play-off
| Sezona       | Tým                       | Liga         | Z  | V  | P  | MIN   | OG  | ČK | POG  | %ChS |
| ------------ | ------------------------- | ------------ | -- | -- | -- | ----- | --- | -- | ---- | ---- |
| 2009–10      | Frederikshavn White Hawks | ML           | 10 | —  | —  | —     | —   | —  | 2.86 | .925 |
| 2010–11      | Frederikshavn White Hawks | ML           | 11 | —  | —  | —     | —   | —  | 1.98 | .942 |
| 2011–12      | Frölunda HC               | SHL          | 6  | 2  | 4  | 379   | 17  | 0  | 2.69 | .911 |
| 2013–14      | Anaheim Ducks             | NHL          | 7  | 3  | 2  | 368   | 19  | 0  | 3.10 | .899 |
| 2014–15      | Anaheim Ducks             | NHL          | 16 | 11 | 5  | 1,050 | 41  | 1  | 2.34 | .913 |
| 2015–16      | Anaheim Ducks             | NHL          | 5  | 3  | 2  | 297   | 7   | 1  | 1.41 | .947 |
| 2016–17      | Toronto Maple Leafs       | NHL          | 6  | 2  | 4  | 403   | 18  | 0  | 2.68 | .915 |
| 2017–18      | Toronto Maple Leafs       | NHL          | 7  | 3  | 3  | 368   | 23  | 0  | 3.76 | .896 |
| 2018–19      | Toronto Maple Leafs       | NHL          | 7  | 3  | 4  | 414   | 19  | 0  | 2.75 | .922 |
| 2019–20      | Toronto Maple Leafs       | NHL          | 5  | 2  | 3  | 326   | 10  | 1  | 1.84 | .936 |
| 2022–23      | Carolina Hurricanes       | NHL          | 9  | 5  | 3  | 591   | 18  | 0  | 1.83 | .927 |
| 2023–24      | Carolina Hurricanes       | NHL          | 10 | 6  | 4  | 642   | 28  | 0  | 2.62 | .895 |
| Celkem v NHL | Celkem v NHL              | Celkem v NHL | 72 | 38 | 30 | 4,457 | 183 | 3  | 2.46 | .914 |

### Reprezentace
| Rok                       | Tým                       | Soutěž                    | Z  | V | P  | R | MIN  | OG | ČK | POG  | %ChS |
| ------------------------- | ------------------------- | ------------------------- | -- | - | -- | - | ---- | -- | -- | ---- | ---- |
| 2006                      | Dánsko 18                 | MS-18 D1                  | 5  | — | —  | — | —    | —  | —  | 2.57 | .908 |
| 2007                      | Dánsko 18                 | MS-18 D1                  | 4  | — | —  | — | —    | —  | —  | 1.25 | .937 |
| 2008                      | Dánsko 20                 | MSJ                       | 4  | 0 | 4  | 0 | 214  | 20 | 0  | 5.61 | .854 |
| 2009                      | Dánsko 20                 | MSJ D1                    | 5  | 4 | 1  | 0 | 299  | 10 | 1  | 2.01 | .899 |
| 2010                      | Dánsko 20                 | MSJ                       | 2  | 1 | 1  | 0 | 120  | 7  | 0  | 3.50 | .899 |
| 2011                      | Dánsko                    | MS                        | 4  | 0 | 2  | 0 | 246  | 14 | 0  | 3.41 | .910 |
| 2012                      | Dánsko                    | MS                        | 6  | 1 | 5  | 0 | 359  | 20 | 1  | 3.34 | .888 |
| 2014                      | Dánsko                    | OHQ                       | 2  | 1 | 1  | 0 | 119  | 2  | 1  | 1.01 | .960 |
| 2018                      | Dánsko                    | OHQ                       | 2  | 0 | 2  | 0 | 113  | 6  | 0  | 3.18 | .854 |
| 2018                      | Dánsko                    | MS                        | 6  | 4 | 2  | 0 | 363  | 10 | 1  | 1.65 | .943 |
| 2026                      | Dánsko                    | OHQ                       | 3  | 3 | 0  | 0 | 184  | 4  | 0  | 1.31 | .938 |
| Juniorská kariéra celkově | Juniorská kariéra celkově | Juniorská kariéra celkově | 21 | — | —  | — | —    | —  | —  | 3.87 | .897 |
| Seniorská kariéra celkově | Seniorská kariéra celkově | Seniorská kariéra celkově | 23 | 9 | 12 | 0 | 1384 | 56 | 3  | 2.43 | .916 |